# 平山喜堂
平山 喜堂（ひらやま きどう、2月1日生れ）は、千葉県生れ、市川、中野ブロードウェイを中心に気学天祐会にて古代より、帝王学として一部の特権階級のみに伝わり、政治や戦争などに使われていた実践哲学、学問を指導。
有名な史実として三国志で名高い蜀の軍師、諸葛孔明は天才的な気学家であり、日本でも、徳川家康公が、天海僧正という気学家を家臣として召し抱えていた一般には難解と言われる内容を、勉強会場全国7箇所にて平易かつユニークな表現で解説。気学普及に貢献。

## 関連DVD
- 「初等科（全36巻）」
- 「哲理（全16巻）」
- 「家相（全23巻）」
- 「理気作胎論（全8巻）」
- 「九六教導論（全7巻）」
- 「気薬理医論（全6巻）」

## 関連図書
- 「九気 つれづれ」
- 暗剣殺を大逆転する「実践気学」入門(単行本 - 1989/3)
- 「実践気学」が病気を治す (単行本 - 1990/9)
- 「結婚気学」
- 「気学入門概論」
- 「気学哲理概論」
- 「方位で幸せ！気学盛運術」　著：大城一晃（オオシロ　イッコウ）/監修：平山喜堂（ヒラヤマ　キドウ）